# Упсала
Вижте пояснителната страница за други значения на Упсала.
У̀псала (на шведски: Uppsala; на немски: Upsal), до 1286 г. Йостра Арос, е град в източната част на Швеция.

## География
Разположен е в община Упсала на лен Упсала в историческата провинция Упланд, северно от езерото Меларен. Главен град е на едноименните лен и община. ЖП и шосеен транспортен възел, има аерогара. Население 140 454 жители към 31 декември 2010 г.

## История
Градът е един от най-старите търговски градове в Швеция.
Политически и религиозен център (столица) на кралството по време на викингите, когато носи името Гамла Упсала. През 12 век става резиденция на архиепископа. През 1286 г. получава известност с името Упсала, като тази година е смятана за година на получаването на статут на град. През 16 – 17 век е резиденция на шведските крале от династията Васа.
Около 1600 г. населението на града е под 2000 жители.
В Упсала се извършва коронацията на шведските крале до 1719 г. Има университет, основан през 1477 г., музей на Карл Линей, готическа катедрала, построена през 1260 г. и ботаническа градина. Библиотеката на града е с около 2000 средновековни ръкописа. Библиотеката на университета тук съхранява най-стария запазен екземпляр „Codex Argenteus“ от VI век на превода на библията на готски език, направено от епископ Вулфила в Никополис ад Иструм (дн. с. Никюп до Велико Търново) в 4 век.
Упсала е град с много културни паметници и е сред 134-те града на Швеция, които имат статут на „исторически градове“.

## Икономика
Машиностроителна, полиграфическа и хранително-вкусова промишленост.

## Спорт
Представителният футболен отбор на града е на клуб ИК Сириус. Дългогодишен участник е в шведската футболна лига „Суперетан“.

## Личности
Родени
- Сванте Август Арениус (1859 – 1927), химик
- Ингмар Бергман (1918 – 2007), кинорежисьор
- Карл Густав Врангел (1613 – 1676), фелдмаршал
- Алва Мюрдал (1902 – 1986), писателка

Починали
- Ерик IX (1025 – 1060), крал
- Карл Линей (1707 – 1778), учен
- Натан Сьодерблум (1866 – 1931), теолог
- Емил Камиларов (1928 – 2007), български цигулар и музикален педагог

Свързани
- Пер Улув Енквист (р. 1934), писател
- Емануел Сведенборг (1688 – 1772), учен, философ и теолог
- Магнус Стенбок (1664 – 1717), генерал
- Карл Вилхелм Шееле (1742 – 1786), химик

## Побратимени градове и общини
- Берум Норвегия
- Минеаполис САЩ
- Тарту Естония
- Фредриксбер Дания
- Хапнарфьордюр Исландия
- Хямеенлина Финландия